# Нанобіотехнологія
Нанобіотехнологія — галузь науки на стику біології і нанотехнології, яка охоплює широке коло технологічних підходів, включаючи: застосування нанотехнологічних пристроїв і наноматеріалів в біотехнології; використання біологічних молекул для нанотехнологічних цілей; створення біотехнологічних продуктів, властивості яких визначаються розмірними характеристиками (для об'єктів, розмір яких лежить в діапазоні 1-100 нм); використання біотехнологічних підходів, в основі яких лежить принцип контрольованої самоорганізації наноструктур.

## Опис
Розміри біологічних макромолекул — нуклеїнових кислот (ДНК, РНК) і білків (антигени, антитіла, вірусні капсиди, ферменти та ін.), розташовуються в нанодіапазоні. Нанооб'єкти не біогенної природи (наприклад, наночастинки металів або напівпровідникові квантові точки) можуть бути носіями біомакромолекул, призначених для цільового впливу на певні біологічні мішені. З іншого боку, біологічні макромолекули можуть бути засобом для надсилання не біогенних наночастинок в орган-мішень для діагностичного або терапевтичного впливу.

## Сфери застосування
Нанобіотехнологія – це галузь, що швидко розвивається, яка поєднує принципи нанотехнології та біології для створення нових застосувань із величезним потенціалом у різних сферах, галузях та дисциплінах.
Важливо відзначити, що, хоча нанобіотехнологія демонструє великі перспективи в різних сферах застосування, вона також викликає питання етики та безпеки. У міру розвитку галузі вкрай важливо вирішити ці проблеми та забезпечити відповідальну розробку та впровадження нанобіотехнологічних рішень. Оскільки дослідження та інновації продовжуються, нанобіотехнології мають потенціал для революції в багатьох галузях промисловості та значного позитивного впливу на здоров’я людини й довкілля.

### Сільське господарство

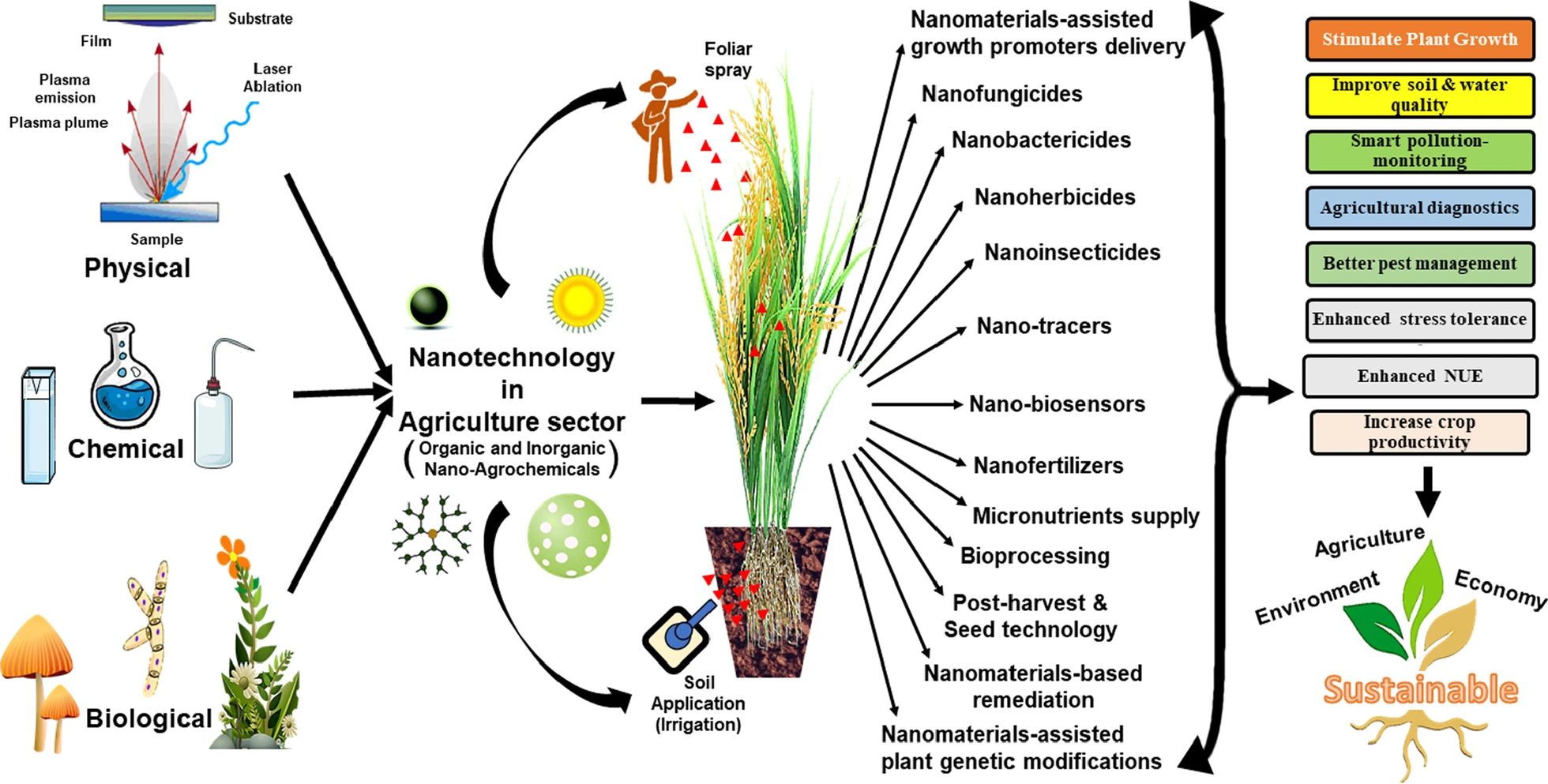
Різні застосування нанобіотехнологій в сільському господарстві.

Нанобіотехнології застосовуються для вдосконалення сільськогосподарської практики, зокрема, в сталому сільському господарстві та точному рільництві.
Нанопестициди та нанодобрива можуть підвищити продуктивність сільськогосподарських культур, мінімізуючи вплив на навколишнє середовище. Наносенсори та нанозонди допомагають контролювати стан ґрунту, якість води та здоров’я рослин.
Біосенсори забезпечуть постійний моніторинг харчових факторів ризику, таких як пестициди, ветеринарні препарати, важкі метали, патогени, отрути та незаконні добавки. Біосенсори з підтримкою IoT сприяють безперебійній передачі даних, дозволяючи безперервно віддалено контролювати фізіологічні параметри, умови навколишнього середовища тощо, сприяючи ефективнішому використанню ресурсів.

### Біомедицина

#### Системи доставки ліків
Нанобіотехнології зробили революцію в доставці ліків, забезпечивши цільове та контрольоване вивільнення терапевтичних агентів. (див. Наномедицина)
Наночастинки, ліпосоми та наногелі використовуються для інкапсуляції ліків, захищаючи їх від деградації та покращуючи біодоступність. Крім того, функціоналізація цих носіїв дозволяє специфічно націлюватися на хворі клітини, зменшуючи побічні ефекти та підвищуючи ефективність лікування.

#### Терапія онкопатологій
Нанобіотехнології пропонують значний прогрес у лікуванні онкопатологій за допомогою цільової (таргетованої) терапії. Наночастинки можуть доставляти хіміотерапевтичні агенти безпосередньо до пухлинних клітин, зберігаючи здорові тканини від пошкодження. Крім того, нанорозмірні засоби візуалізації дозволяють раннє виявлення та моніторинг прогресування онкопатологій.

#### Персоналізована медицина
Нанобіотехнології відкрили нові шляхи для персоналізованої медицини, де лікування пристосовано до індивідуальних особливостей пацієнтів на основі їх генома та інших біологічних факторів. Наночастинки та нанорозмірні пристрої можна функціоналізувати для надання специфічної терапії на основі персоналізованої діагностики, покращуючи результати лікування та зменшуючи побічні ефекти. (див. Наномедицина)

#### Біологічна та медична візуалізація
Наночастинки та квантові точки змінили біологічну та медичну візуалізацію, забезпечивши чудовий контраст і роздільну здатність. Ці нанорозмірні зонди дозволяють детально візуалізувати клітинні структури, біологічні процеси та маркери захворювань, покращуючи наше розуміння фундаментальних біологічних явищ.

#### Тканинна інженерія
Нанотехнології відіграють вирішальну роль у тканинній інженерії й друці органів, надаючи каркаси та наноматеріали, які підтримують ріст клітин і регенерацію тканин. Нановолокна, наночастинки та нанокомпозити імітують позаклітинний матрикс, сприяючи клітинній адгезії та диференціації, що призводить до створення функціональних тканин і органів.

### Нанобіосенсори
Нанобіотехнологія призвела до розробки високочутливих і селективних нанобіосенсорів для різних застосувань (див. Наносенсор), включаючи охорону здоров’я, моніторинг навколишнього середовища та безпечність харчових продуктів. Ці наносенсори можуть виявляти конкретні біомолекули та надавати дані в реальному часі, дозволяючи ранню діагностику захворювання та точні вимірювання.

### Екологічні програми
Нанобіотехнології пропонують інноваційні рішення для екологічних проблем. Наночастинки використовуються для рекультивації забруднених місць шляхом адсорбції та нейтралізації забруднень. (див. Список проблем довкілля) Крім того, нанорозмірні датчики можуть контролювати параметри навколишнього середовища, допомагаючи запобігати та пом’якшувати екологічні проблеми.
Наноструктуровані матеріали, такі як нанокомпозити, функціоналізовані наноматеріали, металеві органічні каркаси, нанокаталізатори, вуглецеві матеріали, наноцеоліти, нанокремнезем, наномастильні матеріали та нанопокриття тощо, мають величезні можливості для поглинання та зменшення викидів парникових газів, виробництва біопалива, очищення стічних вод, покращення родючості ґрунтів та відновлення довкілля, використовуючи стійкий підхід. (див. Зелені нанотехнології, Сталий розвиток, Стійке місто)
Наносенсори у моніторингу навколишнього середовища вони відіграють важливу роль в оцінці якості повітря, води та ґрунту, а також забезпечують безпеку харчових продуктів.

### Нанотехнології ДНК
Нанотехнологія ДНК використовує здатність до програмування та здатність до самостійної збірки молекул ДНК для створення нанорозмірних пристроїв і структур. ДНК-оригамі, наприклад, дозволяє створювати складні наноструктури, які можна використовувати для доставки ліків, зондування та молекулярних обчислень. (див. ДНК-комп'ютер)

### Нейроморфні обчислення
Нанобіотехнологія має потенціал революціонізувати обчислювальну техніку, використовуючи унікальні можливості обробки інформації біологічних систем та біологічних нейронних мереж.
Біомолекули та нанорозмірні пристрої досліджуються для нейроморфних обчислень, прокладаючи шлях до енергоефективних і високопаралельних обчислювальних архітектур. (див. також Біомолекулярна електроніка, ДНК-комп'ютер, Інженерія нервової тканини)

## Додаткова література

### Книги
- Серія книг Nanotechnology in the Life Sciences (Springer Nature, 2018-2023+)
- Juhi Saxena, Abhijeet Singh, Anupam Jyoti (2023). Nanobiotechnology: Principles and Applications. Bentham Science Publishers. ISBN 978-981-5123-56-2.
- Ghosh Sougata; Webster Thomas J. (2021). Nanobiotechnology: microbes and plant assisted synthesis of nanoparticles, mechanisms and applications. Amsterdam Kidlington, Oxford Cambridge, MA: Elsevier. ISBN 978-0-12-822878-4.
- Серія книг Jenny Stanford Series on Nanobiotechnology (CRC Press, Routledge, 2008-2015)

### Журнали
- Journal of Nanobiotechnology (BioMed Central)
- IEEE Transactions on Nanobioscience (IEEE)
- IET Nanobiotechnology (John Wiley & Sons)
- Nanobiotechnology Reports (Pleiades Publishing)
- Bioinspired, Biomimetic and Nanobiomaterials (ICE Publishing)
- Nanobiomedicine (SAGE Publications)
- Journal of Biomedical Nanotechnology (American Scientific Publishers)

### Статті
- Зачепа Вікторія; Стравський Ярослав (26 березня 2023). Нанотехнології в діагностиці захворювань людини. Věda a perspektivy (укр.) (3(22)). ISSN 2695-1592. doi:10.52058/2695-1592-2023-3(22)-346-360.
- Нанобіотехнології. Сучасність та перспективи розвитку / В. В. Влізло, Р. Я. Іскра, Р. С. Федорук // Біологія тварин. - 2015. - Т. 17, № 4. - С. 18-29.
- «Зелені» нанотехнології й нанопродукти: досягнення та перспективи досліджень / І.С. Чекман // Наука та інновації. — 2011. — Т. 7, № 1. — С. 26-32.  doi:10.15407/scin7.01.026.
- Алехин М. Д. и др. Нанобиотехнологии в перспективных космических экспериментах. — М.: МФТИ, 2012. — 30 с.
- Арчаков А.И. Нанобиотехнологии в медицине: нанодиагностика и нанолекарства (актовая речь). — М.: РГМУ, 2009. — 27 с.
- Нанобиотехнология  Курочкин И. Н., Народицкий Б. С., Борисенко Г. Г., Нестеренко Л. Н.

### Відео
- Лекція «Нанобіотехнологія» (Близнюк В.М., ХДУ, 2020)